# Niilo Moilanen
Niilo Moilanen (ur. 17 maja 2001) – fiński biegacz narciarski, dwukrotny medalista mistrzostw świata juniorów.

## Kariera
Po raz pierwszy na arenie międzynarodowej pojawił się 25 listopada 2017 roku w Kontiolahti, gdzie w zawodach juniorskich zajął piąte miejsce w biegu na 10 km stylem dowolnym. W 2020 roku wystartował na mistrzostwach świata juniorów w Oberwiesenthal, gdzie zajął 11. miejsce w sztafecie, 21. w sprincie stylem dowolnym i 50. w biegu na 10 km techniką klasyczną. Podczas rozgrywanych rok później mistrzostw świata juniorów w Vuokatti zwyciężył w sprincie stylem klasycznym, a w sztafecie zdobył srebrny medal. Był też dziesiąty w sprincie stylem dowolnym i piąty w sztafecie mieszanej na mistrzostwach świata młodzieżowców w Lygna w 2022 roku.
W Pucharze Świata zadebiutował 26 listopada 2021 roku w Ruce, gdzie w sprincie stylem klasycznym zajął 22. miejsce. Tym samym już w debiucie zdobył pierwsze pucharowe punkty.

## Osiągnięcia

### Mistrzostwa świata juniorów
| Miejsce | Dzień     | Rok  | Miejscowość    | Konkurencja              | Czas biegu | Strata  | Zwycięzca         |
| ------- | --------- | ---- | -------------- | ------------------------ | ---------- | ------- | ----------------- |
| 21.     | 29 lutego | 2020 | Oberwiesenthal | Sprint stylem dowolnym   | 2:33,44    | —       | Ansgar Evensen    |
| 50.     | 2 marca   | 2020 | Oberwiesenthal | 10 km stylem klasycznym  | 26:31,7    | +2:44,2 | Gus Schumacher    |
| 11.     | 6 marca   | 2020 | Oberwiesenthal | bieg sztafetowy 4×5 km   | 54:54,9    | +3:14,4 | Stany Zjednoczone |
| 1.      | 9 lutego  | 2021 | Vuokatti       | Sprint stylem klasycznym | 3:08,85    | —       | —                 |
| 2.      | 13 lutego | 2021 | Vuokatti       | bieg sztafetowy 4×3,3 km | 49:45,3    | +20,0   | Norwegia          |

### Mistrzostwa świata młodzieżowców (do lat 23)
| Miejsce | Dzień     | Rok  | Miejscowość | Konkurencja              | Czas biegu | Strata  | Zwycięzca     |
| ------- | --------- | ---- | ----------- | ------------------------ | ---------- | ------- | ------------- |
| 10.     | 26 lutego | 2022 | Lygna       | Sprint stylem klasycznym | 2:14,95    | —       | Valerio Grond |
| 5.      | 27 lutego | 2022 | Lygna       | Sztafeta mieszana        | 49:20,5    | +1:11,6 | Norwegia      |

### Puchar Świata

#### Miejsca w klasyfikacji generalnej
| Sezon     | Miejsce |
| --------- | ------- |
| 2021/2022 | 95.     |
| 2022/2023 | 34.     |
| 2023/2024 | 55.     |
| 2024/2025 | 51.     |

#### Miejsca na podium w zawodach
Moilanen nie stanął na podium indywidualnych zawodów PŚ.